# Surfing with the Alien
Surfing with the Alien är Joe Satrianis andra studioalbum och släpptes på Relativity Records i oktober 1987. Albumet innehåller både längre, tekniskt avancerade låtar och kortare, mera melodiska låtar.

## Låtlista
1. "Surfing with the Alien" – 4:20
2. "Ice 9" – 4:08
3. "Crushing Day" – 5:16
4. "Always with Me, Always with You" – 3:20
5. "Satch Boogie" – 3:10
6. "Hill of the Skull" – 1:46
7. "Circles" – 3:27
8. "Lords of Karma" – 4:46
9. "Midnight" – 1:42
10. "Echo" – 5:38